# Futbolniy Klub Sakhalin

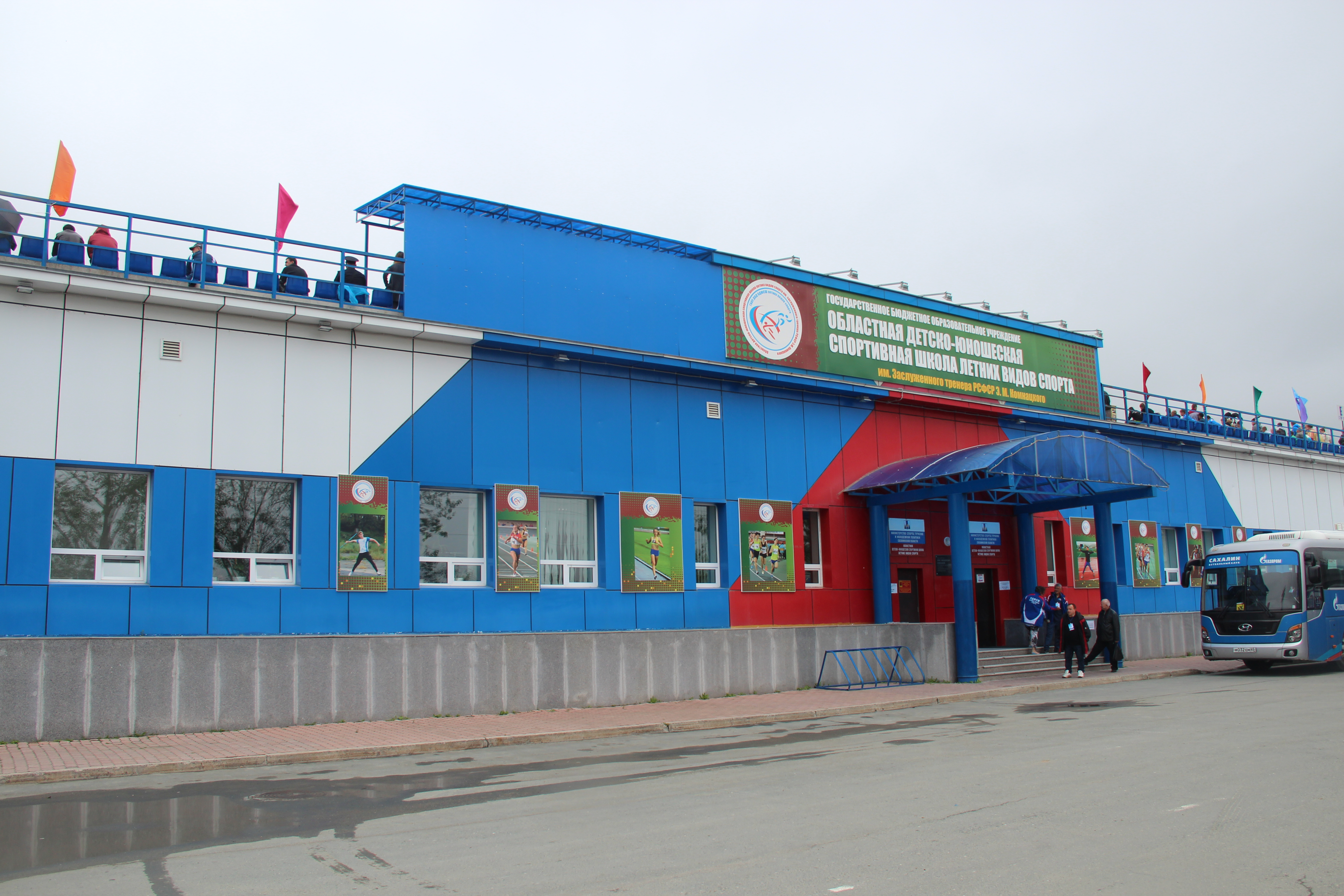
Spartak Stadium, Iujno-Sakhalinsk

Futbolniy Klub Sakhalin - em Russo, Футбольный клуб «Сахалин» - é um clube de futebol da cidade de Iujno-Sakhalinsk, na ilha russa de Sacalina localizada a norte do Japão.
Fundado em 2004, é o único clube de Sacalina a disputar o Campeonato Russo. Manda suas partidas no Kosmos Stadium, em Iujno-Sakhalinsk, com capacidade para 4.200 torcedores. Suas cores são branco e azul.

## Links
- Site do Sakhalin